# クラースヌィイ・クルィーム (軽巡洋艦)
クラースヌィイ・クルィーム (ロシア語: Красный Крым) はロシア帝国海軍の軽巡洋艦スヴェトラーナ級の一隻として第一次世界大戦前に建造された艦である。当初は「スヴェトラーナ（Светлана）」として起工したが建造途中の1925年2月5日に「プロフィンテルン（Профинтерн）」と改名された後、更に艦名を「クラースヌィイ・クルィーム」と変更されて竣工した。

## 概要
本艦はロシア帝国海軍がバルト海の哨戒任務に使用するために建造が承認された艦である。基本的な船体構造は同時期に建造された弩級戦艦「インペラトリッツァ・マリーヤ級」と細部のデザインが似通っていた。

## 艦形

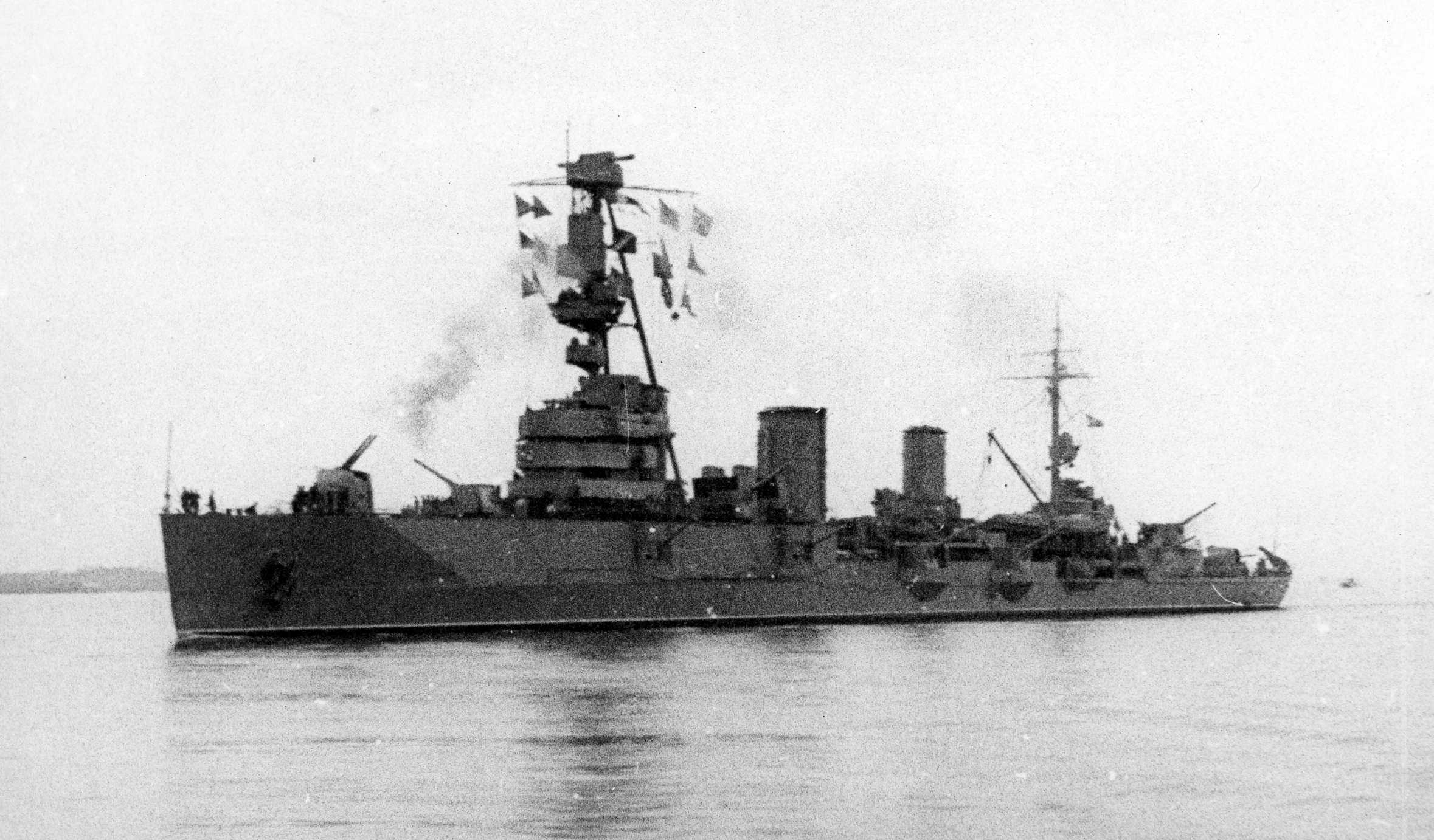
1944年にセヴァストーポリにて撮影された本艦。主砲・高角砲に仰角をかけている珍しい写真。

本級の船体形状は乾舷の高い長船首楼型船体で凌波性は良好であった。全く傾斜の無い艦首甲板上に主砲の
「13cm（55口径）速射砲」を防盾の付いた単装砲架で1基、下部に司令塔を組み込んだ多層式の艦橋構造を基部として頂上部に測距儀を配置した三脚式の前檣が立ち、その背後に等間隔に並んだ3本煙突が立ち、舷側甲板上には13cm速射砲が片舷3基ずつ計6基を配置された。2番煙突と3番煙突後方の両脇に甲板を凹ませて45.7cm三連装魚雷発射管が片舷2基ずつ計4基を配置していた。煙突の周囲は艦載艇置き場となっており、2番煙突を基部とするトラス構造のクレーンを左右に1基ずつと、簡素な単脚式の後檣を基部とするジブ･クレーン1基により艦載艇が運用された。後部見張り所の背後に13cm速射砲が後向きに並列配置で2基が配置され、そこから甲板一段分下がって後部甲板上に機雷投下用の軌条（レール）が2本が艦尾に向かって設置されていた。船体側面にも13cm速射砲を舷側ケースメイト配置で艦橋の側面部に左右に片舷2基、後檣の左右に片舷1基を配置していた。この武装配置により艦首方向に最大で13cm砲5門を、左右方向に最大で13cm砲6門を、艦尾方向に最大で13cm砲を6門を指向することが出来た。
後にイタリアから「10cm（47口径）高角砲」を輸入した際に艦首甲板上に連装砲架で1基、後部甲板上に並列配置で2基を配置していた。しかし、この配置により艦首甲板上の13cm砲の射界を制限し、艦首方向に向けられる13cm砲は4門に減少した。

## 主砲
本艦の主砲は「Pattern 1913 13cm（55口径）速射砲」を採用した。この砲は同時期に建造された弩級戦艦「インペラトリッツァ・マリーヤ級」の副砲にも採用された優秀砲である。その性能は重量33.5kgの砲弾を仰角30度で22,315mまで届かせることが出来た。 単装砲架の俯仰能力は仰角30度・俯角5度で、旋回角度は船体首尾線方向を0度として左右180度の旋回角度を持つが実際は上部構造物により制限された。発射速度は毎分5～8発である。

### 高角砲、その他の備砲、水雷兵装

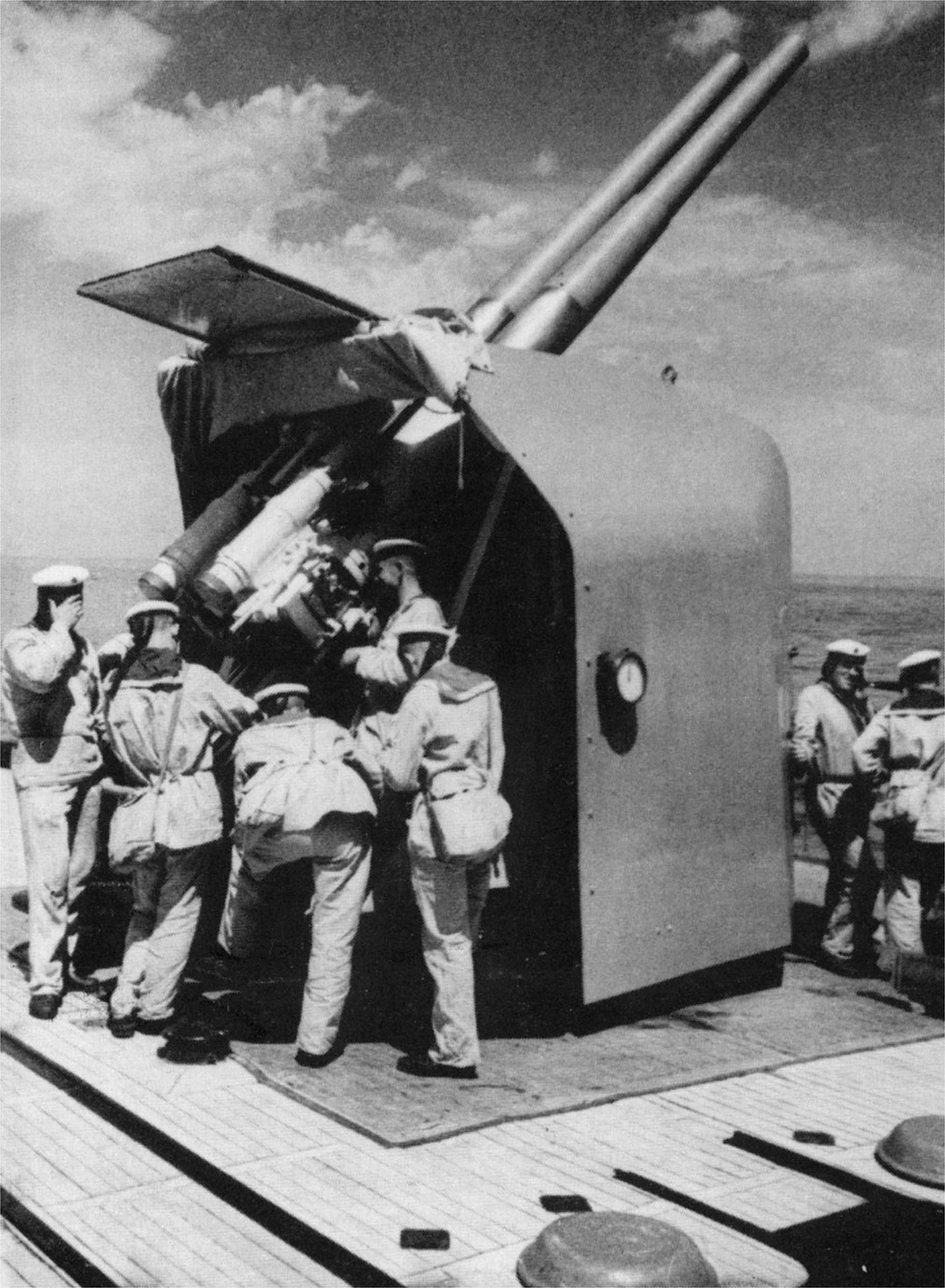
写真は本艦にも搭載された「10cm（47口径）連装高角砲」。

本艦の高角砲は国産の「Pattern 1935 7.62cm（55口径）高角砲」を採用した。その性能は11.9kgの砲弾を仰角45度で14,640m、最大仰角85度で9,500mの高度まで到達できた。旋回と俯仰は電動と人力で行われ、360度旋回でき、俯仰は仰角85度・俯角5度であった。発射速度は毎分15～18発だった。これを単装砲架で9基を搭載したが、後に4基に減少する代償としてイタリアからOTO社製の「OTO 1930年型 "Minizini" 10cm（47口径）高角砲」を輸入して採用した。性能的にはイタリア艦に用いられた13.8 kg砲弾よりも重い15.8kg砲弾を仰角45度で18,546m、最大仰角85度で10,000mの高度まで到達できた。旋回と俯仰は電動と人力で行われ、360度旋回でき、俯仰は仰角78度・俯角5度であった。発射速度は毎分12発だった。これを連装砲架で3基6門を搭載した。

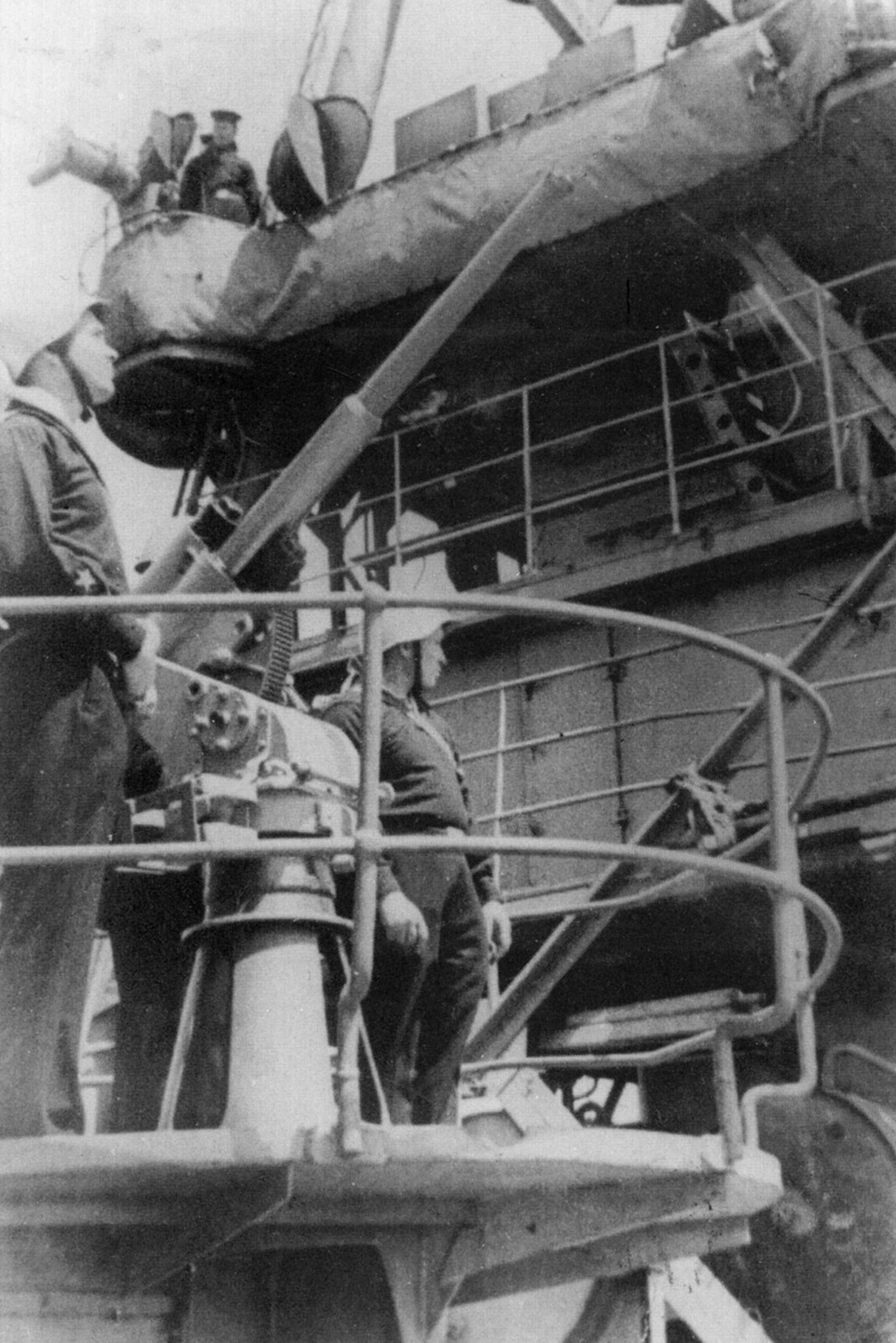
写真は本艦にも搭載された「4.5cm（46口径）単装機関砲」。

他に近接戦闘用に「Pattern 1932 4.5cm（46口径）機関砲」（en:45 mm anti-aircraft gun (21-K)）を単装砲架で4基、イギリスから輸入した「ヴィッカーズ 12.7mm（62口径）機銃」を単装砲架で4基を装備した。更に主砲では対処できない相手に45.7cm三連装水上魚雷発射管を片舷2基ずつ計4基装備したが、後により強力な53.3cm三連装魚雷発射管に更新された代償として発射管数は半減の2基となった。他に機雷封鎖任務用に機雷100発を艦尾部に搭載した。

## 艦歴
1913年2月14日発注。1913年9月28日付で日露戦争で戦没した巡洋艦にちなみスヴェトラーナと命名。1915年11月28日進水。しかし、1917年10月10日、ロシア臨時政府は建造を中止させる。さらにドイツ軍による造船所占領の虞がでたため11月にペトログラードへ移動。1924年に建造が再開され、1925年2月5日にプロフィンテルン（国際赤色労働組合）と改名。1928年7月1日に竣工し、バルチック艦隊に所属。1929年11月29日に黒海艦隊に転属。1939年10月31日、クラスニイ・クリム（赤いクリミア）と改名。
1954年11月30日に練習巡洋艦、1957年5月7日に実験船OS-20、1958年3月11日に宿泊船PKZ-144となり、1954年7月7日に除籍され、解体された。

## 参考図書
- 「Conway All The World's Fightingships 1906–1921」（Conway）
- 「世界の艦船 2010年1月増刊号 近代巡洋艦史」（海人社）